# Karolina Karasiewicz
Karolina Karasiewicz (Łódź, 23 de julio de 1992) es una deportista polaca que compite en ciclismo en las modalidades de pista y ruta.
Ganó una medalla de bronce en el Campeonato Europeo de Ciclismo en Pista de 2020, en la prueba de puntuación. En los Juegos Europeos de Minsk 2019 obtuvo una medalla de bronce en la prueba de persecución por equipos.

## Medallero internacional
| Juegos Europeos    | Juegos Europeos      | Juegos Europeos   | Juegos Europeos         |
| Año                | Lugar                | Medalla           | Competición             |
| ------------------ | -------------------- | ----------------- | ----------------------- |
| 2019               | Minsk ( Bielorrusia) | Medalla de bronce | Persecución por equipos |
| Campeonato Europeo |                      |                   |                         |
| Año                | Lugar                | Medalla           | Competición             |
| 2020               | Plovdiv ( Bulgaria)  | Medalla de bronce | Puntuación              |

## Palmarés
2017
- Campeonato de Polonia en Ruta

2021
- Campeonato de Polonia Contrarreloj
- Campeonato de Polonia en Ruta